# Емельянов, Николай Семёнович
Никола́й Семёнович Емелья́нов (23 (10) ноября 1900 года, местность Юрях-Терде, Якутская область, Российская империя — 1965) — советский партийный и государственный деятель, председатель ЦИК Якутской АССР (1931—1934).

## Биография
Член РКП(б) с 1920 г. В 1926 г. окончил Коммунистический университет имени И. В. Сталина.
- 1919 г. — секретарь Нерюктяйского волостного революционного комитета (Якутская область),
- 1926—1927 гг. — заведующий отделом пропаганды и агитации Якутского окружного комитета ВКП(б),
- 1927—1929 гг. — ответственный секретарь Якутского окружного комитета ВКП(б),
- 1931—1934 гг. — председатель ЦИК Якутской АССР,
- 26 января—10 февраля 1934 года делегат XVII съезда ВКП(б) с решающим голосом от Якутской парторганизации[1].
- 1936—1938 гг. — заведующий сельскохозяйственным отделом Якутского областного комитета ВКП(б),
- апрель-сентябрь 1938 г. — постоянный представитель Якутской АССР при Президиуме ВЦИК,
- 1945—1947 гг. — постоянный представитель СНК — Совета Министров Якутской АССР при СНК — Совете Министров РСФСР,
- 1947—1951 гг. — заместитель председателя Совета Министров Якутской АССР.

Делегат V, IX Всеякутских съездов Советов. Делегат XV Всероссийского и VI Всесоюзного съездов Советов. Депутат Верховного Совета ЯАССР II, III созывов. Выдвинут в члены Союзного Совета ЦИК СССР.

## Награды и звания
- орден Трудового Красного Знамени (27.06.1947)
- медали